# إيسر هاريل
إيسر هاريل (بالعبرية:איסר הראל) (30 نوفمبر 1911 - 18 فبراير 2003 في تل أبيب)، أسس جهاز الأمن الداخلي الإسرائيلي الشين بيت، ومدير جهاز الاستخبارات الإسرائيلية (الموساد).

## حياته
ولد إيسر في فيتيبسك في روسيا البيضاء عام 1911، واسمه الأصلي هو إيسر هالبرين، لعائلة غنية صودرت أملاكها . كان قصير القامة ، لا يتجاوز طوله مترا ونصف المتر. في عام 1922 هاجرت العائلة التي فقدت أملاكها بعد قيام ثورة أكتوبر إلى لاتفيا، وهناك تلقى تعليمه المدرسي، وفي تلك الفترة وخلال هذا الوقت انضم إلى منظمة شباب صهيونية. هاجر إلى فلسطين عام 1930، وانضم خلال الحرب العالمية الثانية إلى منظمة الهاغاناه الصهيونية، وتولى عام 1942قيادة قسم "شاي"، الذي كان تابع لخدمة جمع الأخبار في تل أبيب.

## عمله في قيادة الاستخبارات الإسرائيلية
في عام 1948 أسس وأدار جهاز الأمن الداخلي الإسرائيلي (الشين بيت)، وفي 1952عيّنه رئيس الوزراء الإسرائيلي دافيد بن غوريون مديرا لجهاز للاستخبارات الإسرائيلية (الموساد) بعد تأسيسه عام 1951، وظل في هذا المنصب لمدة أحد عشر عاما، حتى 25 مارس 1963. وقد قوبل في البداية بقليل من الحماس من قبل ضباط الموساد، هذا فضلا عن أنه كان يتحدث اللغة العبرية بلكنة واضحة مثل يهود أوروبا الوسطى. أصبح بعدها في الكنيست الإسرائيلي وكان ذلك بين عامي 1969 و1973. نشر له عدة مؤلفات نشرت ما بين الأعوام ( 1971-1985 )

## وفاته
توفي في 18 فبراير عام 2003 عن عمر يناهز 91 عاما

## مناصب
- 1948-1942 (منظمة الهاجانا الصهيونية)
- 1950-1948 (الجيش الإسرائيلي)
- 1952-1950 (جهاز الأمن العام الإسرائيلي الشاباك)
- 1963-1952 (جهاز الاستخبارات الاسرائيلي )